# Груба, Ежи
Е́жи Ще́пан Гру́ба (пол. Jerzy Szczepan Gruba; 29 марта 1935, Псары, Келецкое воеводство — 15 октября 1991, Катовице) — польский военный деятель времён ПНР, в 1980-х комендант гражданской милиции Катовицкого воеводства, начальник управления внутренних дел Краковского воеводства.

## Биография
Родился в крестьянской семье Владислава и Отылии Груба из гмины Псары Келецкого воеводства. С 1953 член ПОРП, в том же году поступил на курсы кадров Министерства общественной безопасности (МОБ) в Сталиногруде, с 1956 — Катовице. На следующий год окончил офицерскую школу в Червеньске и поступил в I отдел (контрразведка) Сталиногрудского управления МОБ. В 1954—1956, после расформирования МОБ, служил в I (разведка) и II (контрразведка) отделах Комитета общественной безопасности.
В 1956 в звании подпоручика определён в Катовицкую воеводскую комендатуру гражданской милиции (MO). Служил в качестве оперативника и инспектора службы криминальной милиции. В 1962 прослушал в Лодзи курсы начальников отделов криминальной милиции. С 1963 – капитан, с 1967 – майор MO. Как оперативник обладал высокой профессиональной квалификацией. Имел также репутацию амбициозного офицера.
Возглавлял в комендатуре службу криминальной милиции. Широкую известность в стране приобрёл как руководитель оперативной группы Анна, арестовавшей в 1972 серийного убийцу Здзислава Мархвицкого. В то же время, ход и результаты расследования этого дела до сих пор вызывают сомнения: например, характер признания Мархвицкого.
С 1975, в звании подполковника, заместитель воеводского коменданта Бенедикта Цадера. В декабре 1980, уже в звании полковника, назначен Катовицким воеводским комендантом гражданской милиции.
В 1980–1981 член Катовицкого воеводского; в 1986–1989 – Краковского воеводского комитета ПОРП.
Политически придерживался ортодоксальной партийной линии, был сторонником силового подавления политической оппозиции и акций профсоюза «Солидарность». Ориентировался на секретарей ЦК ПОРП Мирослава Милевского и Стефана Ольшовского и первого секретаря Катовицкого воеводского комитета ПОРП Анджея Жабиньского. Принадлежал к региональной группе «партийного бетона», поддерживал Катовицкий партийный форум.
В 1981 консультировал заместителя председателя КГБ СССР В. А. Крючкова по общей ситуации в Польше и политическим перспективам А. Жабиньского, который пользовался особым благоволением советского руководства.

## Период военного положения
13 декабря 1981 в ПНР было введено военное положение. Были интернированы активисты «Солидарности» и ряд бывших лидеров страны, подавлялись акции протеста. При этом именно Груба, по территориальному пребыванию, передал сотрудникам Бюро охраны правительства приказ об интернировании бывшего первого секретаря ЦК ПОРП Эдварда Герека.)
Арест председателя регионального профкома «Солидарности» Яна Людвичака вызвал забастовку горняков шахты «Вуек». Был создан забастовочный комитет под председательством активиста «Солидарности» Станислава Платека. Переговоры не дали результатов. К шахте стянулись крупные силы милиции и армии: пять рот ЗОМО, рота милицейских резервистов, две роты ОРМО, три армейских мотострелковых с тремя десятками БМП и одна армейская танковая рота.
Армию в операции представляли начальник воеводского войскового штаба генерал Ян Лазарчик, его заместитель полковник Пётр Гембка и назначенный на «Вуек» военный комиссар полковник Вацлав Рымкевич. Они, однако, ограничивались в основном словесными заявлениями и выдвижением ультиматумов. Первостепенной была роль милиции и ЗОМО.
Общее командование осуществлял Груба, оперативное – первый заместитель коменданта по Службе госбезопасности (СБ) полковник Зыгмунт Барановский и руководитель IV отдела управления СБ майор Эдмунд Перек и заместитель коменданта по ЗОМО подполковник Мариан Окрутны. Между тем забастовщики, готовые иметь дело с военными, категорически отказывались пускать на шахту милицию.
15 декабря Воеводский комитет обороны (региональный орган чрезвычайного управления, подчинённый WRON) создал штаб под руководством полковника Грубы. Было принято решение применить военную силу для усмирения бастующих. Ранее в тот же день была подавлена забастовка на шахте «Июльский манифест» (при этом были ранены четверо шахтёров, один жестоко избит).
16 декабря 1981 ЗОМО  вслед за армейскими танками атаковали шахту «Вуек». Забастовщики оказали сопротивление. С обеих сторон были раненые, два офицера и рядовой ЗОМО взяты в плен шахтёрами. ЗОМО открыли огонь на поражение, погибли девять шахтёров.
Получив информацию о ходе столкновения, количестве убитых и раненых, Груба потерял сознание. Очнувшись, он связался с начальством в Варшаве, при отчёте делая упор на активность сопротивления и опасность для жизни милиционеров.
Впоследствии на судебных процессах исполнители из ЗОМО ссылались именно на приказ коменданта Грубы. Чеслав Кищак (тогда министр внутренних дел) и Войцех Ярузельский (тогда первый секретарь ЦК ПОРП и председатель WRON) тоже заявляли, будто указание применить оружие исходило от полковника Грубы вопреки запрету министра. Самого Ежи Грубы к тому времени уже не было в живых.
Полковник Груба руководил также подавлением забастовки металлургического комбината Хута Катовице, продолжавшейся 13–23 декабря 1981 года. Санкцию на силовое решение он получил впрямую от начальника СБ ПНР генерала В. Цястоня, но в той ситуации огнестрельное оружие не применялось.
По итогам декабрьских событий новый катовицкий воевода генерал Роман Пашковский характеризовал Грубу как «типичного мента, который сначала выполняет приказ, потом начинает думать».
В сентябре 1982 Грубе было присвоено звание генерала бригады. В мае 1983 он занял пост заместителя главного коменданта милиции Польши Юзефа Бейма. Курировал Бюро криминальной милиции.
На этот его службы пришлось дело об убийстве Гжегожа Пшемыка – 19-летнего сына поэтессы-диссидентки Барбары Садовской. 12 мая 1983 Пшемык был задержан милицейским патрулём, избит в отделе и через день скончался. Вину милиционеров подтвердило прокурорское расследование. Гибель юноши вызвала возмущение, создалась проблема для высшего руководства. Генерал Ярузельский поручил МВД и главной комендатуре сформулировать свою версию: якобы Пшемык погиб из-за неквалифицированно оказанной медицинской помощи.
По поручению министра Кищака и главного коменданта Бейма этим занимался Груба. Он подготовил нужные министерству варианты медицинских заключений и представил их на выбор Кищаку. За это Груба получил денежную премию в 20 тысяч злотых. Попытки запутать обстоятельства, отвести обвинение от непосредственных убийц и возложить ответственность на невиновных медиков усилили общественную неприязнь к органам внутренних дел.
В апреле 1985 Груба был назначен начальником УВД Краковского городского воеводства (сменил полковника Адама Тшибиньского).
В середине мая 1989 в Кракове прошли заметные протесты. Радикальная антикоммунистическая молодёжь выступила против «переговоров в Магдаленке» и на “Круглом столе” и требовала немедленного вывода из Польши советских войск. Груба вновь отдал приказ на силовой разгон, против демонстрантов были брошены ЗОМО. Существует мнение, что он целенаправленно шёл на обострение ситуации. Однако упорство протестующих, умелое посредничество Лешека Мочульского и общая атмосфера в стране вынудили пойти на освобождение всех задержанных.
В период пребывания в Кракове Груба занимал пост президента футбольного клуба «Висла» (апрель 1985 – февраль 1990). В тот период ФК был подчинён МВД, президентский пост занимали офицеры комендатуры и управления внутренних дел. По отзывам, управлял он клубом авторитарно, популярностью в этом качестве не пользовался. Однако, в отличие от своего предшественника, Тшибиньского, в футболе Груба разбирался и хорошо справлялся с организаторскими функциями. Период его руководства не сопровождался особыми успехами команды.

## Последние годы
4 июня 1989 «Солидарность» фактически одержала победу на выборах. Обстановка в стране изменилась. Е. Груба по-своему отреагировал на перемены: с его стороны стали звучать ранее непредставимые высказывания об ошибочности действий партийного руководства или о правоте Адама Шаффа, сочинения которого он с увлечением стал читать.
В январе 1990 он был отозван в распоряжение кадрового департамента МВД, что фактически являлось отставкой. 3 мая 1990 уволен со службы. Менее чем через полтора года скончался в возрасте 56 лет.
Явился прообразом главных героев фильмов «Я – убийца» (2016) и «“Анна” и вампир» (1981).